# Guido Ascoli
Guido Ascoli (Livorno, 12 dicembre 1887 – Torino, 10 maggio 1957) è stato un matematico italiano.

## Biografia
Laureatosi in matematica a Pisa nel 1907 con Luigi Bianchi, subito dopo vince un posto di perfezionamento "Lavagna" all'Università di Pisa che conclude nel 1908. Dal 1909 al 1932, escluso il periodo in cui fu mobilitato per la prima guerra mondiale, fu insegnante in varie scuole secondarie d'Italia, fin quando, nel 1920, si stabilì definitivamente a Torino, dove riprese l'attività scientifica che mai aveva comunque abbandonato dopo la laurea, con risultati che gli permetteranno, nel 1932, di vincere un concorso a cattedra di analisi matematica dell'Università di Pisa, dove rimase fino al 1934, quando passò all'Università di Milano.
Nel 1938, a causa dei "Provvedimenti per la difesa della razza nella scuola fascista" che facevano parte delle leggi razziali, venne espulso dall'università nonché da tutte le accademie scientifiche e dall'Unione Matematica Italiana, insieme a molti altri docenti. Rimase a Milano fino al 1949, anno in cui ritornò a Torino, alla cattedra di Matematiche complementari dell'Università di Torino, dove rimase sino alla morte. Qui organizzò anche un "corso di cultura matematica" post-universitario per la preparazione degli insegnanti di scuola media, che tenne fino alla morte; insegnò pure analisi superiore e teoria delle funzioni.
La produzione scientifica di Guido Ascoli non è molto vasta, ma di grande qualità e riguarda soprattutto temi centrali dell'analisi matematica, in particolare le equazioni differenziali alle derivate parziali e quelle ordinarie in relazione anche alle loro possibili applicazioni in fisica, con particolare attenzione allo studio asintotico delle equazioni differenziali lineari ed ai metodi di approssimazione; si occupò pure di analisi funzionale, tra cui l'approssimazione di funzioni mediante altre assegnate e gli spazi funzionali.
Fu presidente della Mathesis, sezione piemontese, e della Commissione Italiana per l'Insegnamento Matematico; fu anche socio corrispondente dell'Accademia dei Lincei,  e dell'Istituto Lombardo di Scienze e Lettere.
Il 29 aprile 1953 divenne membro dell'Accademia delle Scienze di Torino.

## Opere principali
- Complementi di Geometria per gli Istituti Tecnici, R. Giusti, Livorno, 1912 (con successive edizioni).
- Lezioni di Analisi Matematica ad uso dei Licei Scientifici, G.B. Petrini Editore, Torino, 1924.
- Lezioni di Analisi Matematica (con Onorato Nicoletti e Francesco Cecioni), 2 voll., Litografia Gozani, Pisa, 1934 (con successive edizioni e ristampe).
- Equazioni alle derivate parziali dei tipi ellittico e parabolico (con Pietro Burgatti e Georges Giraud), Pubblicazioni della R. Scuola Normale Superiore di Pisa, G.C. Sansoni Editore, Firenze, 1936 (con successive edizioni e ristampe).
- Complementi di Analisi Matematica, Dispense stampate a cura del Politecnico di Milano, Milano, 1947.
- Trasformazione di Laplace, Editore Gheroni, Torino, 1951.
- Lezioni di Matematiche Complementari, Editore Gheroni, Torino, 1952.
- Lezioni di Algebra, Editore Gheroni, Torino, 1955 (con successive edizioni e ristampe).